# Henrik Sjögren
Henrik Samuel Conrad Sjögren (Köping, 23 juli 1899 - Lund, 17 september 1986) was een Zweeds oogarts die vooral bekend is door het naar hem genoemde syndroom van Sjögren.
Deze ziekte wordt ook als "ziekte van Sjögren" en "morbus Sjögren" omschreven.
Henrik Sjögren moet niet verward worden met Karl Sjögren, de "Sjögren" van het syndroom van Sjögren-Larsson.